# 一宮市立起小学校
一宮市立起小学校（いちのみやしりつおこししょうがっこう）は、愛知県一宮市起にある公立小学校。

## 沿革
- 1873年（明治6年） - 履道学校が開校。
- 1887年（明治20年）4月 - 中島郡尋常小学起学校に改称する。
- 1892年（明治25年）5月1日 - 起村立起尋常小学校に改称する。
- 1896年（明治29年）2月 - 起村が町制施行し起町となる。同時に起町立起尋常小学校に改称する。
- 1901年（明治34年）6月7日 - 学校組合立西北部高等小学校が開校。
- 1907年（明治40年）4月10日 - 学校組合立西北部高等小学校が廃校。起尋常小学校に高等科を設置し、起尋常高等小学校に改称する。
- 1929年（昭和4年）4月1日 - 起第一尋常高等小学校に改称する。
- 1930年（昭和5年）1月14日 - 講堂が完成する。
- 1938年（昭和13年）1月18日 - 校舎（木造2階建）が完成する。
- 1941年（昭和16年）4月1日 - 起第一国民学校に改称する。
- 1947年（昭和22年）4月1日 - 起町立起第一小学校に改称する。
- 1948年（昭和23年）10月1日 - 起町立起小学校に改称する。
- 1955年（昭和30年）1月1日 - 起町と朝日村が合併し尾西市が発足。同時に尾西市立起小学校に改称する。
- 1956年（昭和31年）3月19日 - 新校舎（鉄筋コンクリート造3階建）が完成する。
- 1961年（昭和36年）3月17日 - 校舎（鉄筋コンクリート造3階建）を増築する。
- 1965年（昭和40年） - プールが完成する。
- 1971年（昭和46年）1月20日 - 校舎（鉄筋コンクリート造3階建）を増築する。
- 1973年（昭和48年）
  - 1月4日 - 木造校舎（1938年完成）が類焼により焼失する。
  - 12月15日 - 校舎（北舎・鉄筋コンクリート造）が完成する。
- 1976年（昭和51年）4月1日 - 尾西市立大徳小学校を分離し、校区の一部が大徳小学校に移る。
- 1985年（昭和60年）3月11日 - 体育館が完成する。講堂（1930年完成）を解体。
- 2005年（平成17年）4月1日 - 尾西市と木曽川町が一宮市に編入される。同時に一宮市立起小学校に改称する。

## 通学区域
公立中学校に進学する場合の進学先は一宮市立尾西第一中学校である。
- 起、小信中島字上郷西の一部、冨田の一部、冨田字石宮、冨田字牛池の一部、冨田字漆畑、冨田字大堀、冨田字蒲池、冨田字上本郷、冨田字上町、冨田字北新田、冨田字砂入、冨田字砂原、冨田字竹橋、冨田字立石の一部、冨田字所塚、冨田字橋詰の一部、冨田字東浦、冨田字平口の一部、冨田字古川の一部、冨田字三ツ俣、冨田字南新田、冨田字渡所、西五城字杁先南の一部、西五城字起境、西五城字上切、西五城字下須賀の一部、西五城字須賀前、西五城字高須賀、西五城字中川田の一部、西五城字中切の一部、西五城字宮西、西五城字用水東、東五城字上川田、東五城字上出、東五城字三味廓の一部、東五城字寺廓の一部、東五城字本郷の一部、東五城字南田尾の一部、東五城字若宮の一部、東五城字若宮前[1]。

## 交通アクセス
- 名鉄バス起線「新栄町」バス停より徒歩約3分。